# 陽明山遊覽車翻覆事故
陽明山遊覽車翻覆事故，是於2007年6月24日發生在台灣台北市陽明山仰德大道、永公路口的一起重大遊覽車交通事故，共計造成8人死亡、25人受傷。

## 事故經過

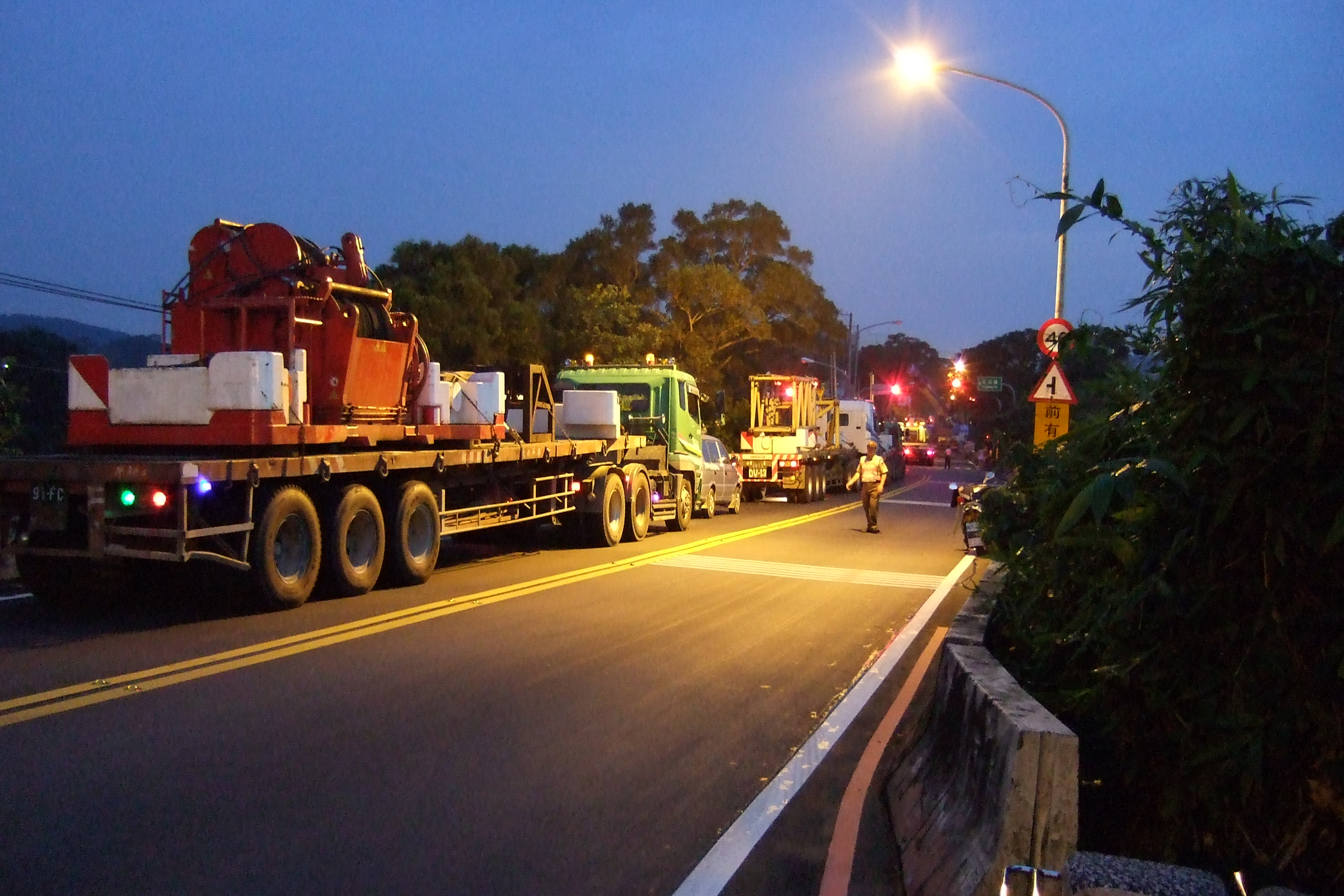
墜落現場－仰德大道與永公路口（事故翌日19時）

2007年6月24日傍晚6時30分左右，一輛隸屬於台灣租車旅遊集團、車號A5-171的遊覽車，搭載新竹縣美商嘉康利公司員工及家屬29名，於陽明山中山樓參加開幕大會後的歸途中，行經仰德大道、永公路口，因煞車失靈先是企圖擦撞山壁及路邊護欄減速不成，之後追撞下山的白色鈴木轎車，白色鈴木轎車再迎面撞上上山的銀色豐田轎車，遊覽車則向右打滑失控墜入100公尺深的山谷，造成2人當場罹難，6人送醫不治，共計8人死亡、25人輕重傷。

## 事故調查及原因
6月25日，士林地檢署檢察官謝榮林進入事故現場勘驗，指出肇事車輛曾經變造車體，上層乘客區無鋼架保護，並且使用再生胎。

## 起訴與審判
2008年4月21日，台灣士林地方法院檢察署調查認為，許姓司機疏於檢查煞車，在行駛長下坡路段又未用低速檔，也沒有開啟煞車鼓冷卻水系統，致煞車力減損，駕駛誤認煞車失靈，企圖擦撞護欄減速卻肇禍，依業務過失致死等罪起訴，並求刑三年。
2009年3月31日，臺灣士林地方法院宣判，許姓駕駛犯業務上過失致人於死罪，處有期徒刑六個月，可易科罰金，以新臺幣一仟元折算一日計算。
2009年6月29日，臺灣高等法院宣判，上訴駁回。雙方未再上訴，全案定讞。

## 外部連結
- 番薯藤新聞專輯—煞車失靈 遊覽車墜谷陽明山 （页面存档备份，存于）